# 漁夫之寶

圖為CIVIC中側拖網漁船，並可在不同的漁夫之寶裡的產品裡看見

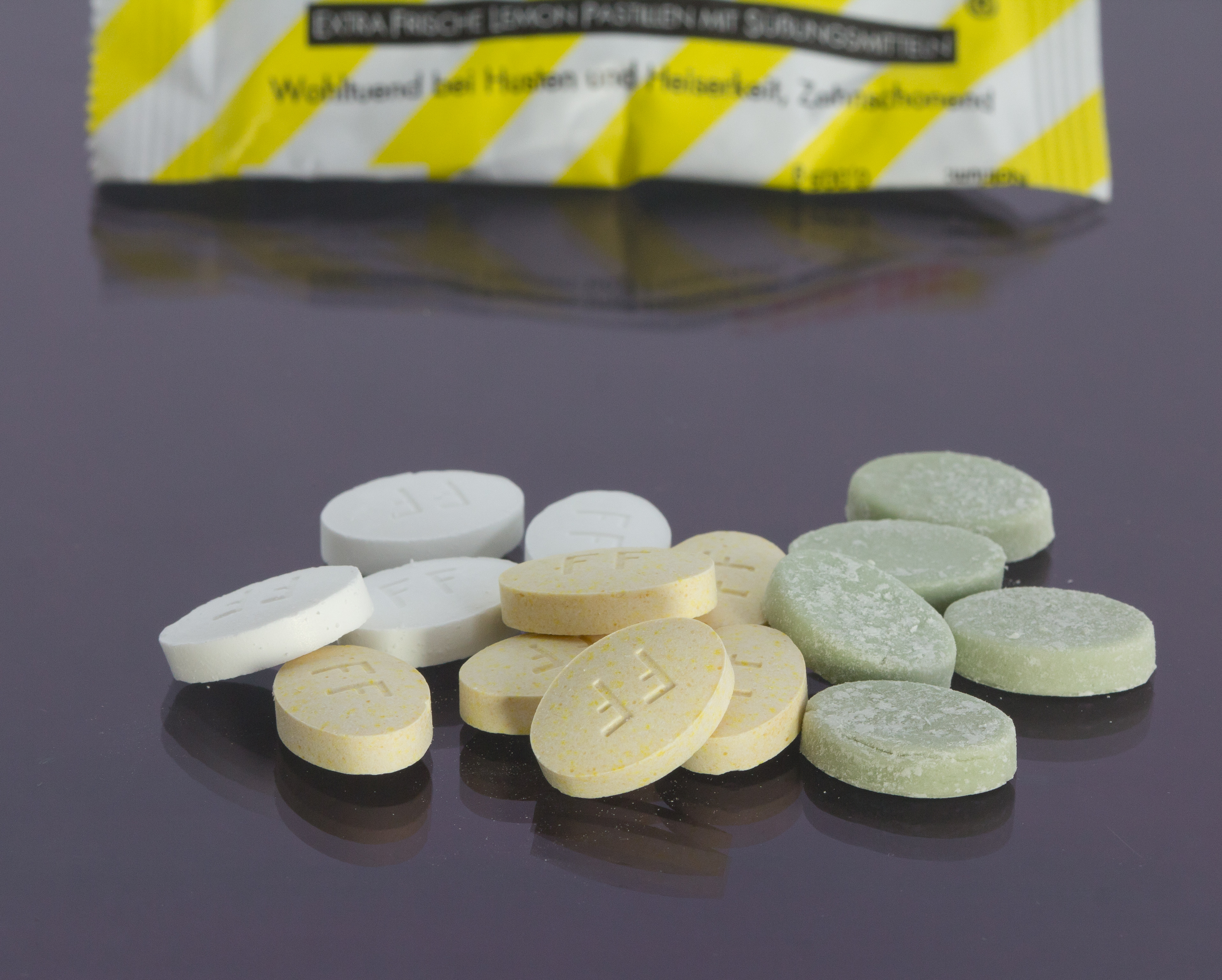
各种口味的渔夫之宝

漁夫之寶（英語：Fisherman's Friend）是英國蘭開夏郡弗利特伍德市生產的強勁薄荷喉糖。

## 歷史
漁夫之寶最初由名叫James Lofthouse的藥劑師於1865年硏製以減輕漁夫在冰島捕魚地點的惡劣環境所引起的各種呼吸和暈船問題。原為包含薄荷與桉樹油的藥水，Lofthouse將這種液體製成喉糖令其更易運送與管理。很快地漁夫開始將這種喉糖比喻為他們的「朋友（friends）」，這亦是其名字的由來。該喉糖由創立至今沒有任何改變，包裝亦為當時使用的紙包裝，不過現已在包裝紙內加入銀箔。

## 口味選擇
漁夫之寶現於超過100個國家推出，並擁有多種口味，其中一些只在特定地區發售。包裝上有條紋的為無糖口味：
- 特強原味
- 茴芹
- 特強薄荷
- 無糖(使用山梨糖醇)
  - 原味
  - 柑橘
  - 青檸
  - 檸檬
  - 薄荷
  - 蘋果與肉桂
  - 強勁Salmiak
  - 櫻桃
  - 辣橘
  - 檸蜜

該製造商共獲得三次英女王出口產業成就獎。
由中国上海市大昌洋行总经销的25克装渔夫之宝，以铁盒包装，上有轮船图和渔夫之宝字样。

## 外部連結
- 官方網站 （页面存档备份，存于）